# Bandera de Islas Cook

Ratio: 1:2

La bandera de las Islas Cook mantiene el diseño de las dependencias y antiguas colonias británicas. Adoptada el 4 de agosto de 1979, es una Enseña azul, en la que figura en el cantón más próximo al mástil la bandera del Reino Unido. En el lado más alejado del mástil aparecen representadas formando un círculo quince estrellas blancas de cinco puntas cada una. 

Bandera del representante del Rey.

La bandera británica se ha conservado como símbolo de los vínculos históricos de estas Islas (y de Nueva Zelanda en general) con el Reino Unido. Las estrellas representan las quince islas que componen el archipiélago de las Islas Cook y el color azul del fondo ha pasado a simbolizar el océano en el que se encuentran.

## Bandera de 1973

Bandera usada entre 1973 y 1979

Entre 1973 y 1979, la bandera fue verde con las estrellas en amarillo en el lado más alejado del mástil. El verde representaba vida y crecimiento continuo. El amarillo representaba la fe, amor, felicidad y compromiso mostrado por los habitantes de las islas. El círculo representaba la unión de las islas y la unión entre los habitantes y la tierra.

## Otras banderas históricas

Bandera del Reino de Rarotonga, usada entre 1858 y 1888
Bandera del Reino de Rarotonga, usada entre 1888 y 1893
Bandera de la Federación de las Islas Cook, usada entre 1893 y 1901
Bandera usada entre 1901 y 1902
Bandera usada entre 1902 y 1973

## Banderas Propuestas

Bandera propuesta de las Islas Cook desde 1973, diseñada por Len Staples